# Cathédrale d'Assise
La cathédrale d'Assise ou cathédrale Saint-Rufin (en italien cattedrale di San Rufino) est une église catholique romaine à Assise, en Italie. Il s'agit de la cathédrale du diocèse d'Assise-Nocera Umbra-Gualdo Tadino, principal lieu de culte catholique de la ville.
L'église se trouve sur la place du même nom, à l'origine une terrasse créée à l'époque romaine, peut-être (mais il n'y a aucune preuve documentée) le forum de la ville romaine d'Asisium.
De style roman et baroque, très imposante, elle est consacrée à saint Rufin, premier évêque de la ville et martyre du IIIe siècle, dont les reliques, situées dans un sarcophage situé sous le maître-autel, sont vénérées.
C'est aussi un lieu rempli d'histoire car c'est ici que François d'Assise prêchait parfois, que sainte Claire s'engagea à sa suite et que s'est déroulée la canonisation de l'apôtre des pauvres (le Poverello) en 1228, présidée par le Pape Grégoire IX.

## Historique
Les historiens médiévaux désignent ce site comme celui d'un temple romain dédié à la Bona Mater.  Le cardinal Pierre Damien (v. 1007-1072) a écrit que sur ce site, une basilique conservait les restes de saint Rufin depuis 412 et que l'évêque Ugone, au XIe siècle, voulant les transférer dans la cathédrale de l'époque, Santa Maria Maggiore, entra en conflit avec la population, la victoire revenant aux citoyens d'Assise. 
Dans la cité féodale, l'église de San Rufino était le pivot de la « citadelle des chanoines » ; la fondation de l'église actuelle remonte probablement au VIIIe siècle. Elle est reconstruite pour la première fois dans des formes plus grandes par Ugone lui-même, qui lui attribue le titre de cathédrale en 1036. En 1140, une nouvelle reconstruction débute sur un projet de Giovanni da Gubbio, qui dure plusieurs décennies. En 1210, la municipalité, qui utilise le parvis pour des réunions, espère un achèvement rapide car elle attribue la malchance qui marque les luttes entre les factions à la non finalisation de l'édifice. En 1228, l'autel principal est consacré par le pape Grégoire IX et, en 1253, l'église, totalement achevée, est consacrée par Innocent IV. En 1571, l'intérieur de la cathédrale est rénové selon une conception de Galeazzo Alessi, prenant sa forme actuelle.

## Description

### Façade

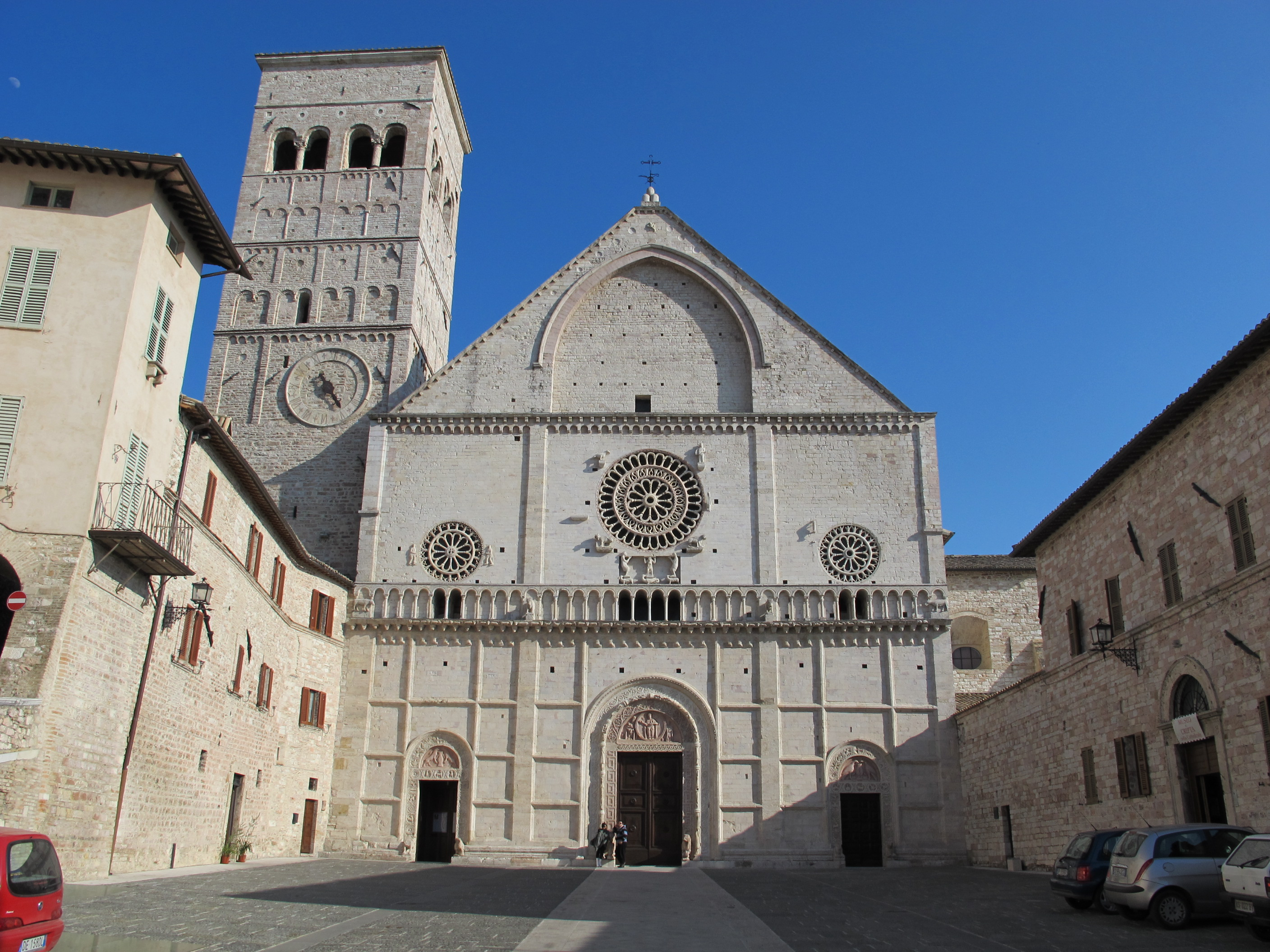
Façade.

La façade est l'une des œuvres les plus importantes du roman « ombrien » et est comparable aux exemples contemporains de Spolète, tels que la cathédrale et l'église San Pietro.
La partie inférieure remonte au XIIe siècle, avec trois portails flanqués de lions et de griffons sculptés. Le portail central présente une ornementation particulièrement riche, notamment dans l'archivolte ornée de reliefs de branches, de spirales, de figures allégoriques et d'animaux monstrueux ; la lunette abrite un Christ intronisé dans un clypeus, entre le soleil, la lune, la Vierge allaitante et saint Rufin. Le portail de droite a une lunette avec deux oiseaux buvant à une source (symbole des âmes chrétiennes qui s'abreuvent de la grâce divine), tandis que celle du portail de gauche a deux lions autour d'un vase.
Une bande horizontale avec des figures d'animaux et des corbeaux à têtes humaines et zoomorphes court au-dessus des portails ; encore au-dessus, il y a une galerie d'où sortent quatre animaux.
La zone centrale est occupée par trois rosaces. autour desquelles sont disposées des consoles avec des hauts reliefs : autour de la rosace centrale, sont représentés des symboles des Evangélistes avec, dans le bas, trois Atlantes.
La façade remonte à la fin du XIIIe siècle et se compose d'une double pente triangulaire couronnée à l'intérieur par un arc gothique, où probablement une peinture ou une mosaïque devait  être insérée. A gauche de la façade, s'élève le majestueux clocher-tour roman datant en grande partie de l'époque d'Ugone, avec le beffroi orné de fenêtres à double meneaux.

### Intérieur

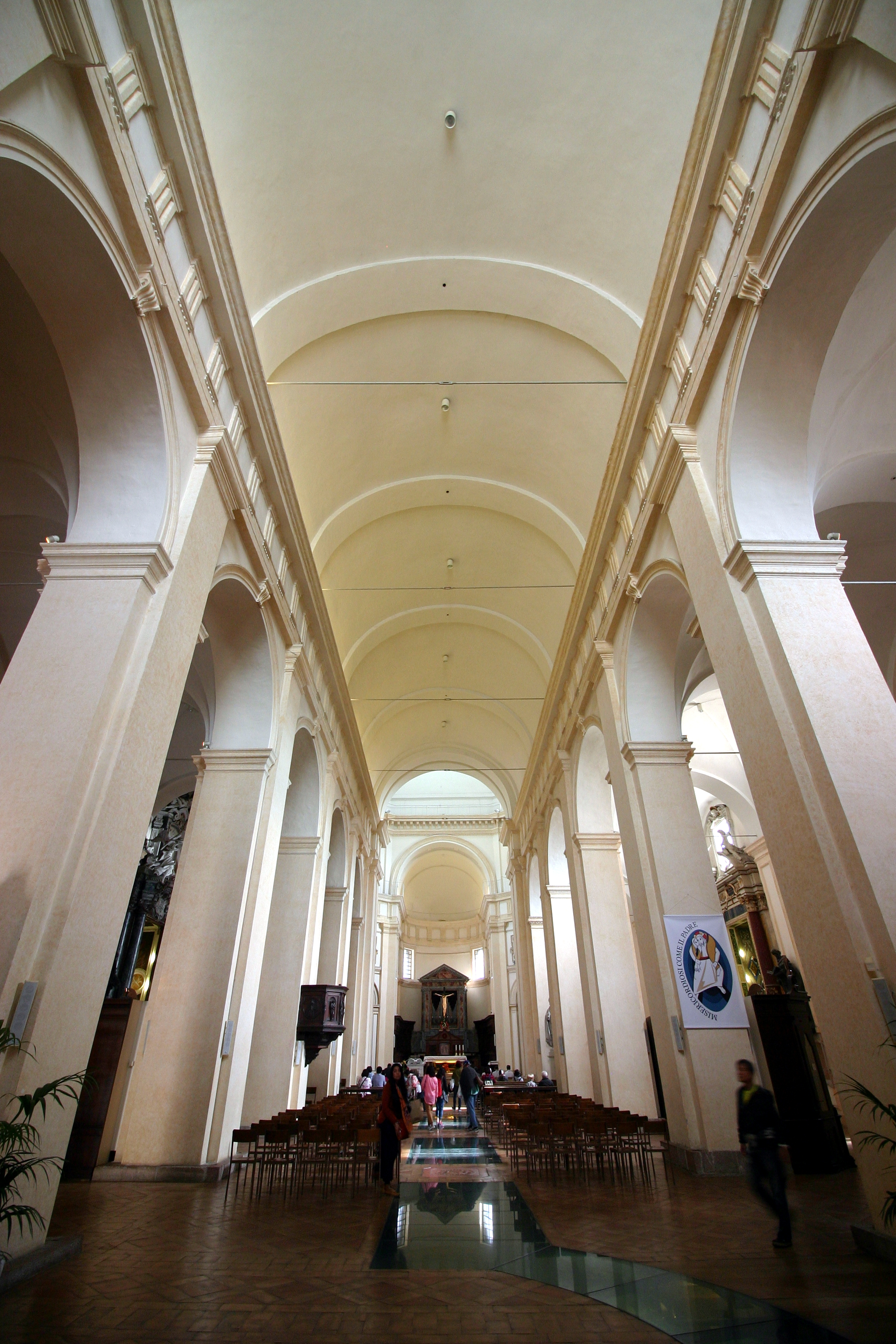
Nef et plafond.

L'intérieur, au plan de basilique, est divisé en trois nefs séparées par des piliers. L'apparence actuelle remonte à la rénovation de 1571 par Galeazzo Alessi ; il reste des traces de l'église primitive uniquement au-dessus des voûtes, dont les restes d'un dôme.
Les autels latéraux ont été enlevés à la suite de restaurations, qui ont révélé, sur le mur gauche, des parties d'un mur de l'époque romaine. Actuellement, dix autels mineurs sont conservés dans la cathédrale, en alternance avec des statues de prophètes, œuvres d'Agostino Silva datant de 1672.
A l'intérieur de la façade, près du portail central, se trouvent deux statues de marbre représentant respectivement Saint François de Giovanni Dupré (1882) à gauche, et Sainte Claire d'Amalia Dupré (1888) à droite.

#### Allée de droite

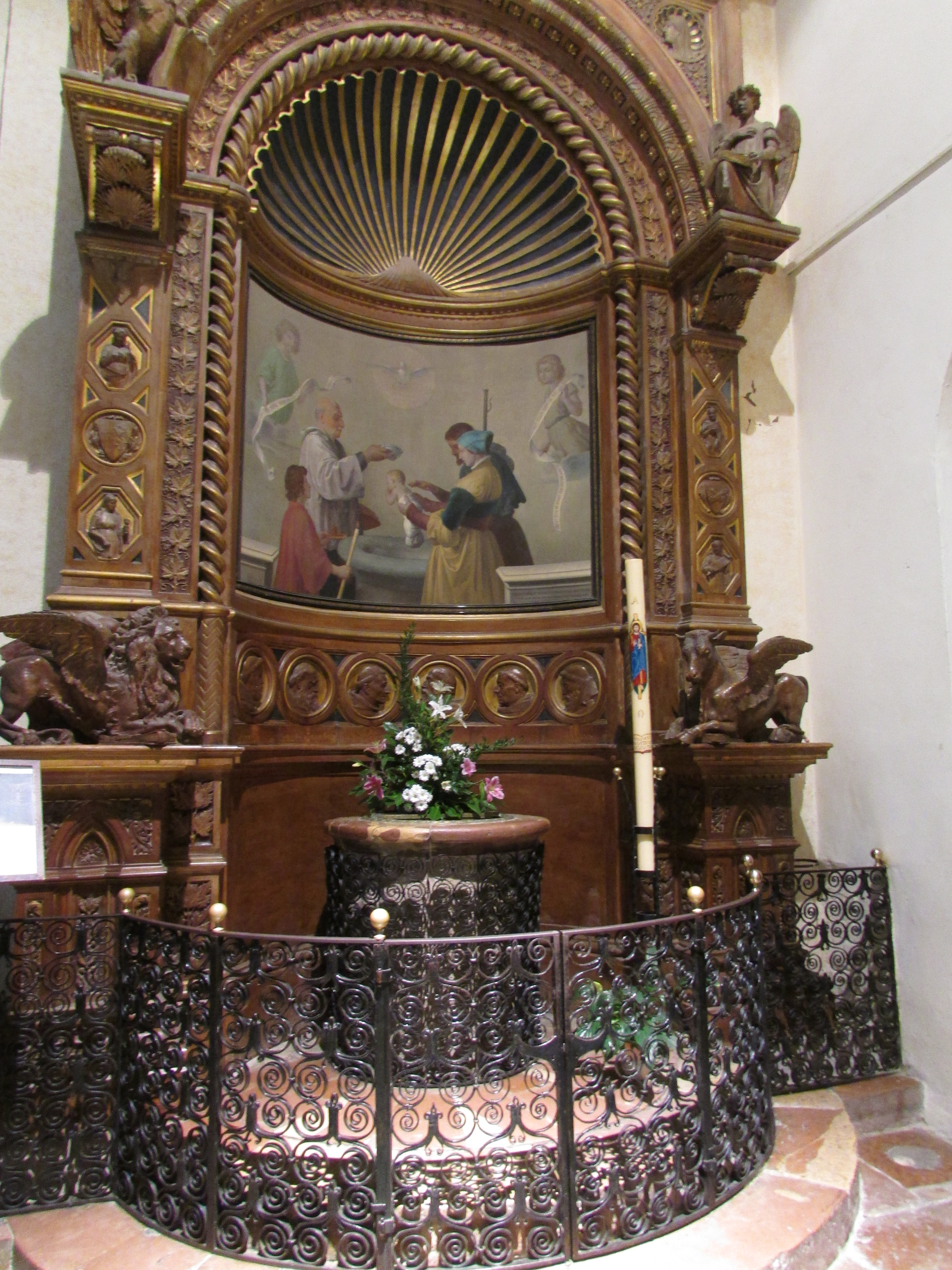
Fonts baptismaux.

- Première travée : fonts baptismaux . Dans cet ancien bassin de marbre, furent baptisés saint François, sainte Claire, saint Gabriel de l'Addolorata et, peut-être, en 1197, Frédéric II de Souabe. Les fonts baptismaux ont été décorés en 1882. Les sculptures représentent des figures allégoriques associées aux quatre évangélistes : le lion de Marc, l'aigle de Jean, l'agneau de Matthieu, le taureau de Luc. La voûte est constituée du symbole de la coquille du pèlerinage terrestre ; une clôture en fer forgé les ferment.
- Deuxième travée : chapelle de San Giuseppe. L'autel de San Giuseppe, avec gonfanon, est une œuvre de Berto di Giovanni. L'architecture est bordée de colonnes cannelées surmontées d'un tympan en voûte brisée. Sur les côtés, des putti reposent sur des volutes avec des figures allégoriques en stuc. Sur les cimaises, deux chérubins tiennent des guirlandes de fleurs. L'édicule abrite un tableau représentant Saint Joseph, entouré de décorations de putti en stuc et d'un cartouche décoré de fresques.
- Troisième travée : passage d'accès à la chapelle du Saint-Sacrement. La petite porte à côté de la chapelle mène à un portail roman sur le côté droit, contemporain de la façade.
- Quatrième travée : chapelle de l'Addolorata. L'architecture est bordée de colonnes cannelées surmontées d'un tympan recourbé avec des putti au sommet portant des bandelettes. L'édicule abrite la statue polychrome datée de 1672 des Douleurs, une œuvre disposée sur un fond en structure rayonnée doré.
- Cinquième travée : chapelle de San Francesco. L'architecture est délimitée par des colonnes surmontées d'une architrave. Des figures allégoriques en stuc dominent les parties saillantes. L'édicule abrite un tableau représentant saint François d'Assise surmonté d'une inscription bordée de putti et d'un tympan avec des arcs superposés et une tête de putto. Les stucs représentant les vertus cardinales sont d'Agostino Silva.
- Sixième travée : tableau représentant le Christ en gloire et des saints par Dono Doni daté de 1550. La statue représentant saint Rufin, est une œuvre sculptée dans le marbre de Carrare par le Français Paul Lemoyne en 1823.

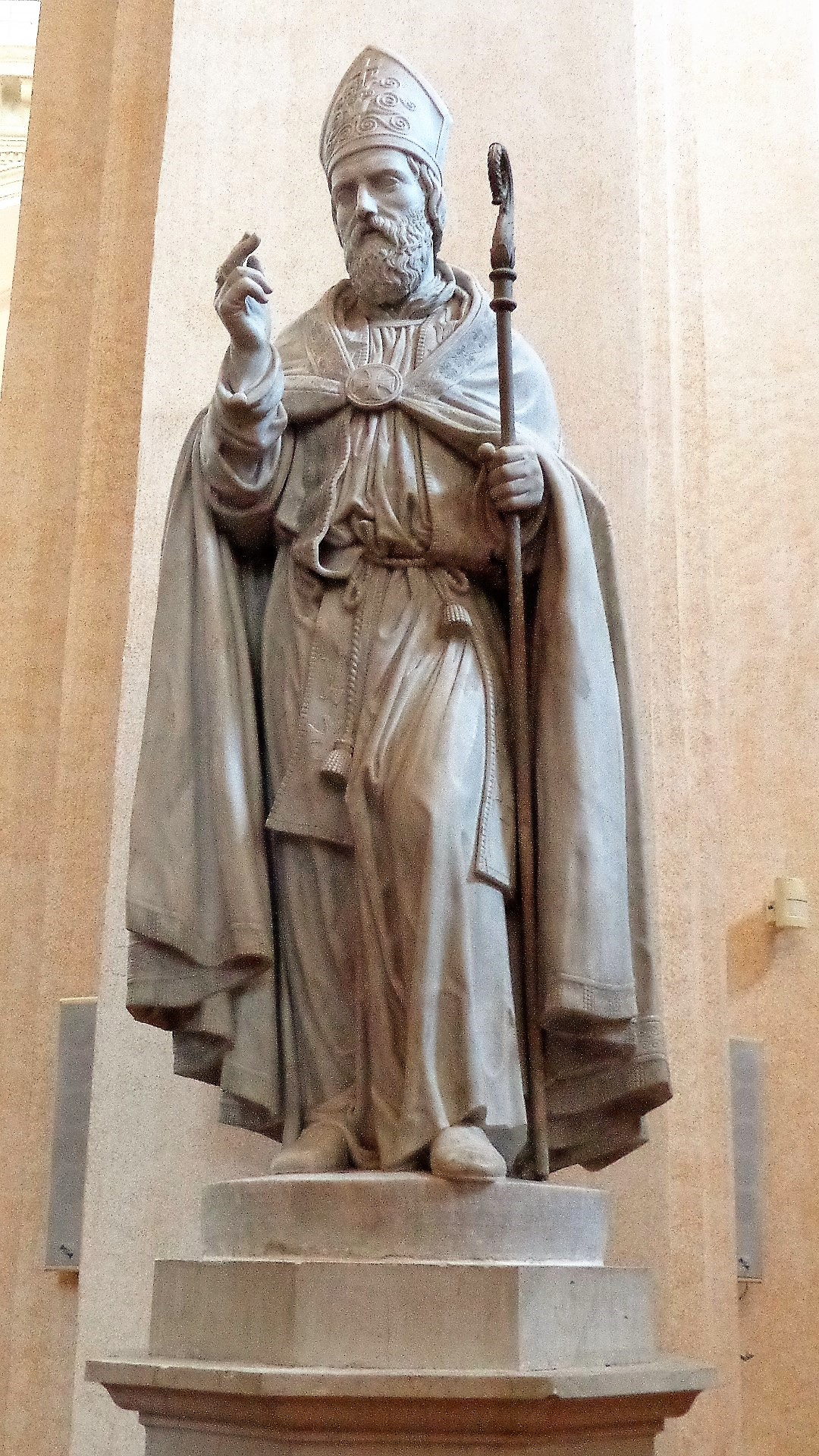
Saint Rufin.

#### Allée de gauche

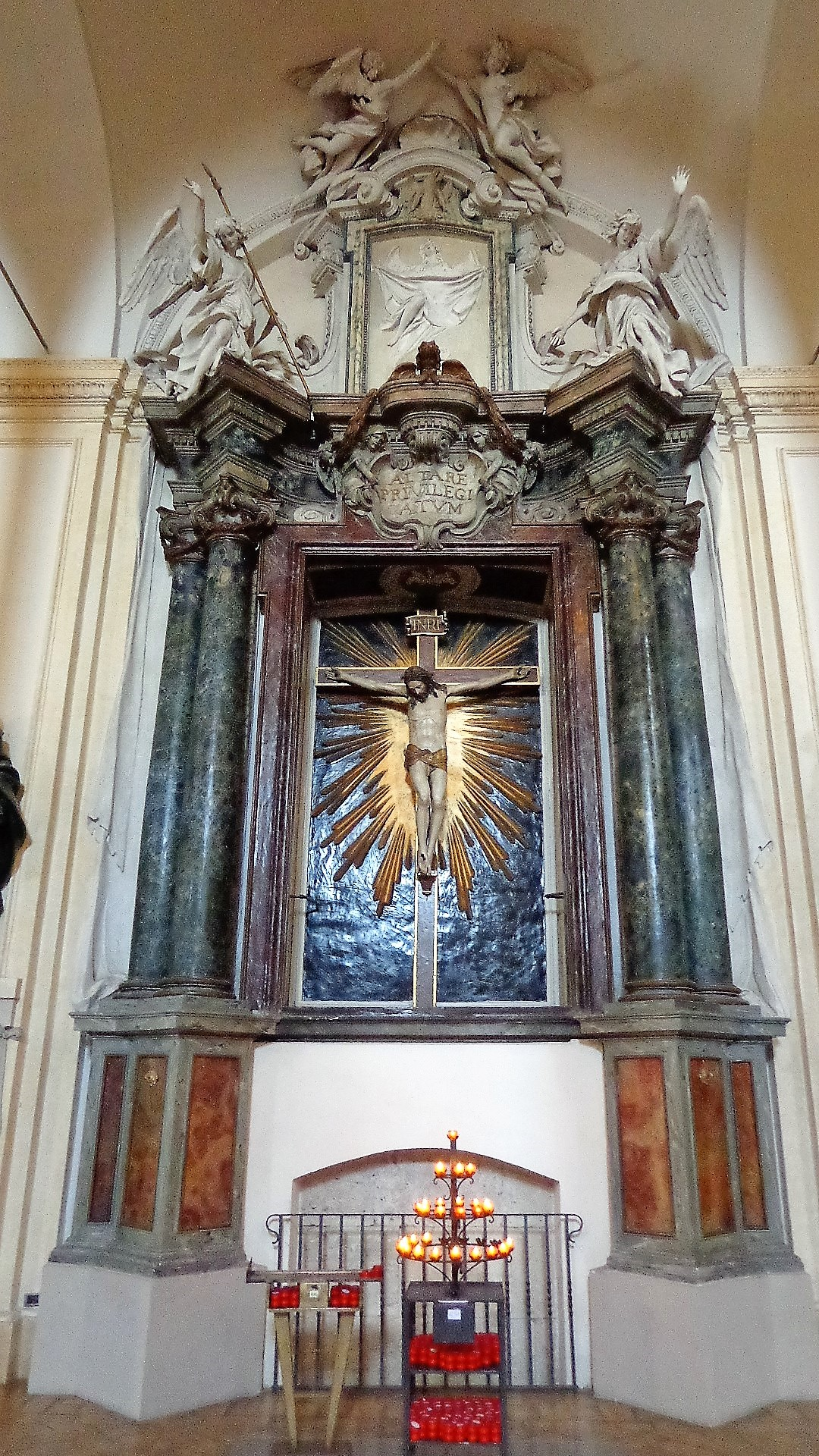
Chapelle du Saint Crucifix.

- Première travée : vestiges de ruines d'un établissement romain trouvés lors de la dernière campagne de restauration et citerne formant la base du clocher médiéval.
- Deuxième travée : chapelle de Santa Maria della Consolazione. L'architecture est bordée de colonnes cannelées surmontées d'une architrave. Sur les éléments saillants, des putti tiennent des palmiers. La stèle intermédiaire est composée d'un disque de marbre soutenu par des putti et est surmontée d'un petit tympan et d'une coquille apicale. L'édicule abrite le tableau représentant la Vierge à l'Enfant et les Saints daté de 1745, œuvre d'un artiste inconnu.
- Troisième travée : chapelle de Sant'Emidio. L'architecture a été conçue par Giacomo Giorgetti. L'ensemble est délimité par des colonnes couplées à décorations en relief, disposées en perspective convexe et surmontées d'un tympan triangulaire brisé. La stèle intermédiaire est constituée d'un tympan avec des putti au sommet, et est adossée à la petite paroi d'un édicule surmonté d'un tympan à arc brisé et d'un cartouche apical. L'édicule central abrite la peinture sur toile représentant la Trinité, la Vierge et les Saints intercédant pour Assise, de Francesco Appiani datée de 1752. L'ensemble est bordé de statues en stuc de prophètes réalisées en 1672 par Agostino Silva ;  celle de droite représente le roi David.
- Quatrième baie : chapelle de l'Immaculée Conception. L'architecture est délimitée par des colonnes surmontées d'une architrave. Sur les éléments saillants du tympan en arc brisé, sont placés de grands anges en liesse aux ailes déployées. La stèle intermédiaire est constituée d'un artefact en stuc ; au sommet, le tympan est orné de chérubins. L'édicule central comprend une niche avec une statue de l'Immaculée Conception, surmontée d'une coquille et d'anges. En haut de la corniche, se trouve un cartouche surmonté d'un double tympan. Les stucs sont d'Agostino Silva.
- Cinquième travée : chapelle du Saint Crucifix. L'ensemble est délimité par des colonnes couplées disposées avec une perspective convexe surmontée d'une architrave. Des anges aux ailes déployées portant des symboles de la Passion sont disposés sur les éléments en saillie. Une stèle intermédiaire est constituée d'un haut-relief représentant un ange avec un linceul, surmonté d'un tympan arqué avec une coquille apicale, des volutes et des chérubins en liesse. L'édicule abrite la statue polychrome représentant le Crucifix, œuvre de 1561 posée sur le fond en structure rayonnée doré surmonté d'un cartouche élaboré. Les statues en stuc sont des œuvres d'Agostino Silva .
- Sixième travée : chapelle de San Gaetano di Thiene. L'architecture est délimitée par des pilastres et des colonnes superposées surmontées respectivement de boucles en spirale et d'un tympan triangulaire brisé. Un petit édicule avec une représentation de la Triade constitue une stèle intermédiaire. L'édicule central abrite la peinture figurant la Vierge Marie représentée avec saint Gaétan de Thiène, œuvre de Francesco Refini. Les statues en stuc sont des œuvres d'Agostino Silva .

#### Transept

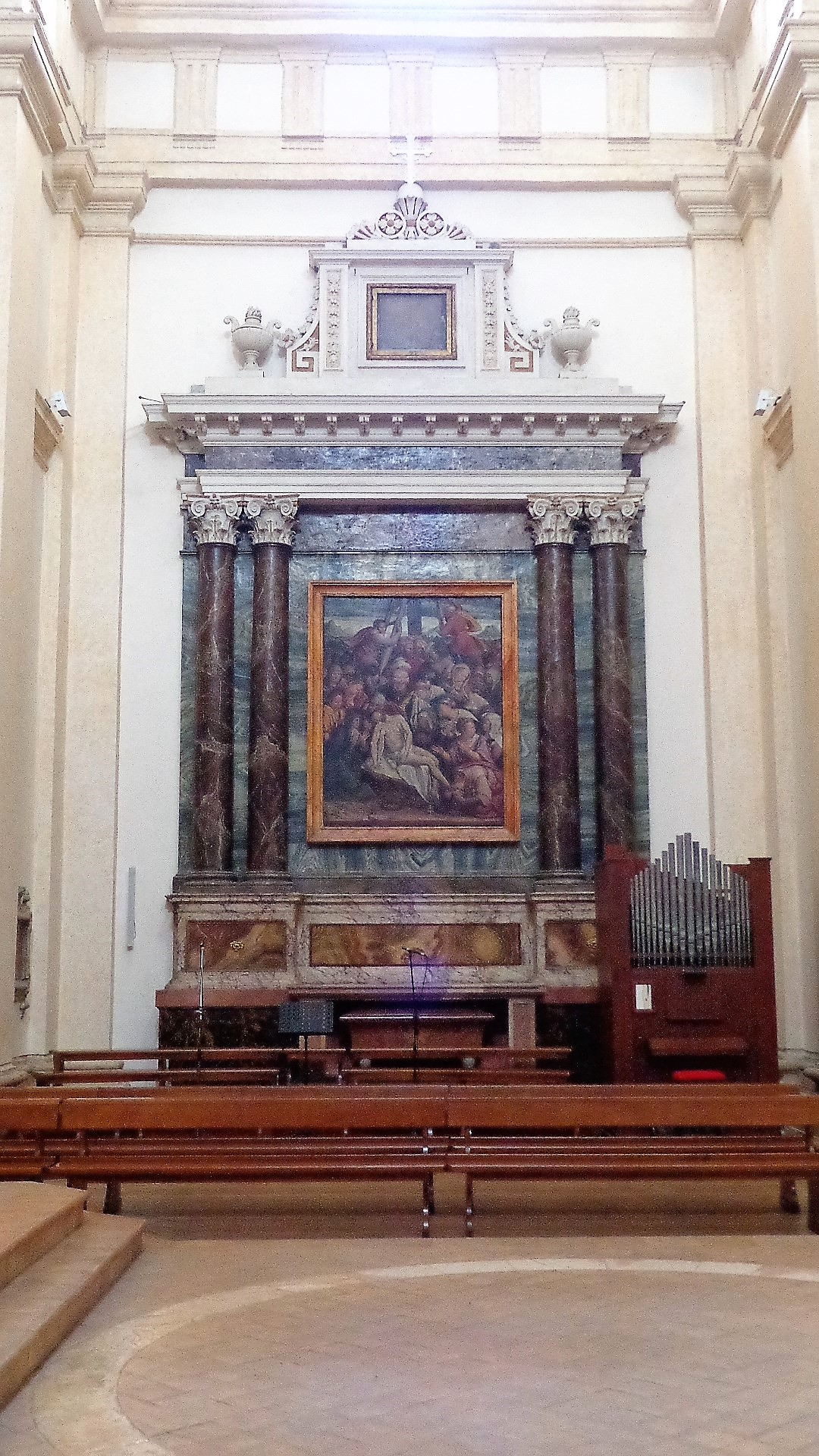
Chapelle de San Vitale.

- Bras droit : chapelle de San Vitale. L'architecture est délimitée par des colonnes couplées surmontées d'une architrave. Entre des vases bouchardés, une stèle intermédiaire forme une boîte surmontée d'une croix apicale. L'édicule abrite le tableau représentant la Déposition de la Croix, une œuvre de Dono Doni réalisée en 1563 .
- Bras gauche : chapelle de San Rufino d'Arce. L'architecture est délimitée par des colonnes couplées surmontées d'une architrave. Une niche surmontée d'une croix apicale forme une stèle intermédiaire entre des vases bouchardés. L'édicule abrite le tableau représentant la Crucifixion, œuvre de Dono Doni.

#### Abside

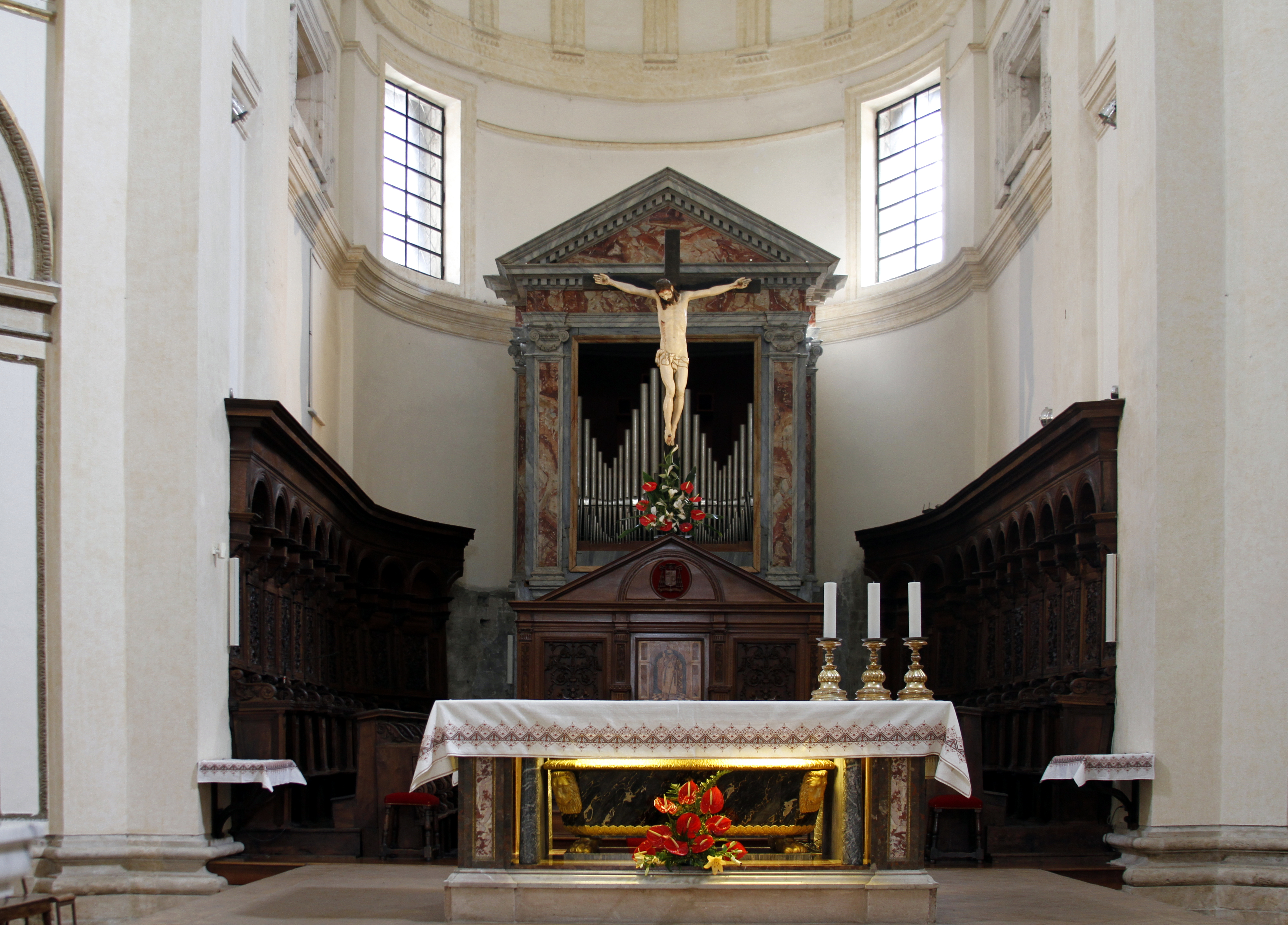
Abside et chœur.

Le long des murs de l'abside se trouvent les stalles du chœur en bois du XVIe siècle avec des sculptures de Piergiacomo da Sanseverino (1520), avec au centre le grand orgue de 1841 d'Antonio et Francesco Martinelli da Umbertide. Au centre du chœur, se trouve la cathèdre dominée par un grand crucifix. L'élévation de l'autel versus Deum, caractérisée par un tympan triangulaire, abrite une partie des tuyaux de l'orgue dans l'édicule.
Sous la table de l'autel versus populum, les restes de saint Rufin d'Assise sont conservés dans un sarcophage. Auparavant, ceux-ci étaient dans un sarcophage romain sculpté, encore visible dans la crypte. Cette dernière a été conçue lors des modifications apportées au bâtiment précédent par Ugone au XIe siècle  et correspond à la clôture de chœur de l'ancienne basilique, rendue visible dans les fondations par les restaurations effectuées après le séisme de 1997. Elle est accessible par un escalier adjacent au baptistère, en passant par le nouveau musée diocésain.
Dans le voisinage immédiat, se trouve la chapelle de la Madonna del Pianto qui abrite la copie en bois de la Pietà du XVe siècle d'un sculpteur allemand inconnu en terre cuite polychrome : la sculpture originale, qui selon la tradition a été vue en train de pleurer en 1494, a été volée en 1982.

#### Chapelle du Saint-Sacrement

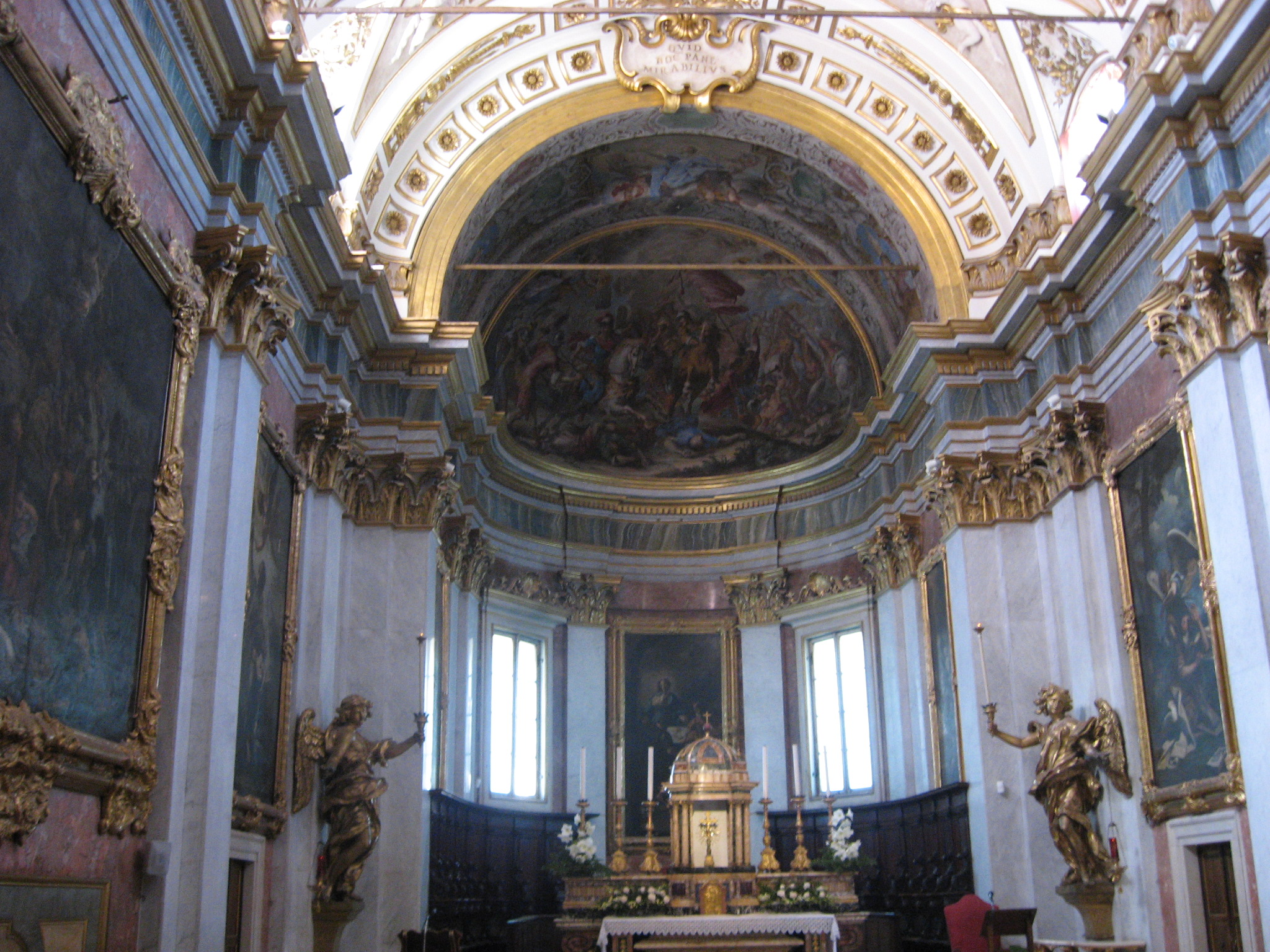
Chapelle du Saint-Sacrement.

La chapelle a été conçue en 1511 et modifiée par Giacomo Giorgetti en 1663. Elle est décorée de toiles et de fresques sur le thème de l'Eucharistie qui en font l'œuvre baroque la plus unique d'Assise : sur la porte d'entrée se trouve le Sacrifice d'Elia par Giovanni Andrea Carlone, également auteur des peintures sur toile de droite : Agar dans le désert, David en prière, Élie et l'ange, Nativité, Dîner à Emmaüs, Résurrection, Tobias et l'ange, David reçoit les tissus d'Alchimelech et le Sacrifice d'Isaac.
Les fresques de l'abside datent des travaux de Giacomo Giorgetti avec l'Allégorie de la foi et les deux panneaux latéraux de Giovanni Antonio Grecolini datant du XVIIIe siècle. Dans la lunette de l'intérieur de la façade de la chapelle, se trouve la toile avec la Dernière Cène de Fra 'Emanuele da Como, tandis que l'orgue du chœur en bois doré et sculpté date de 1602.

## Orgues

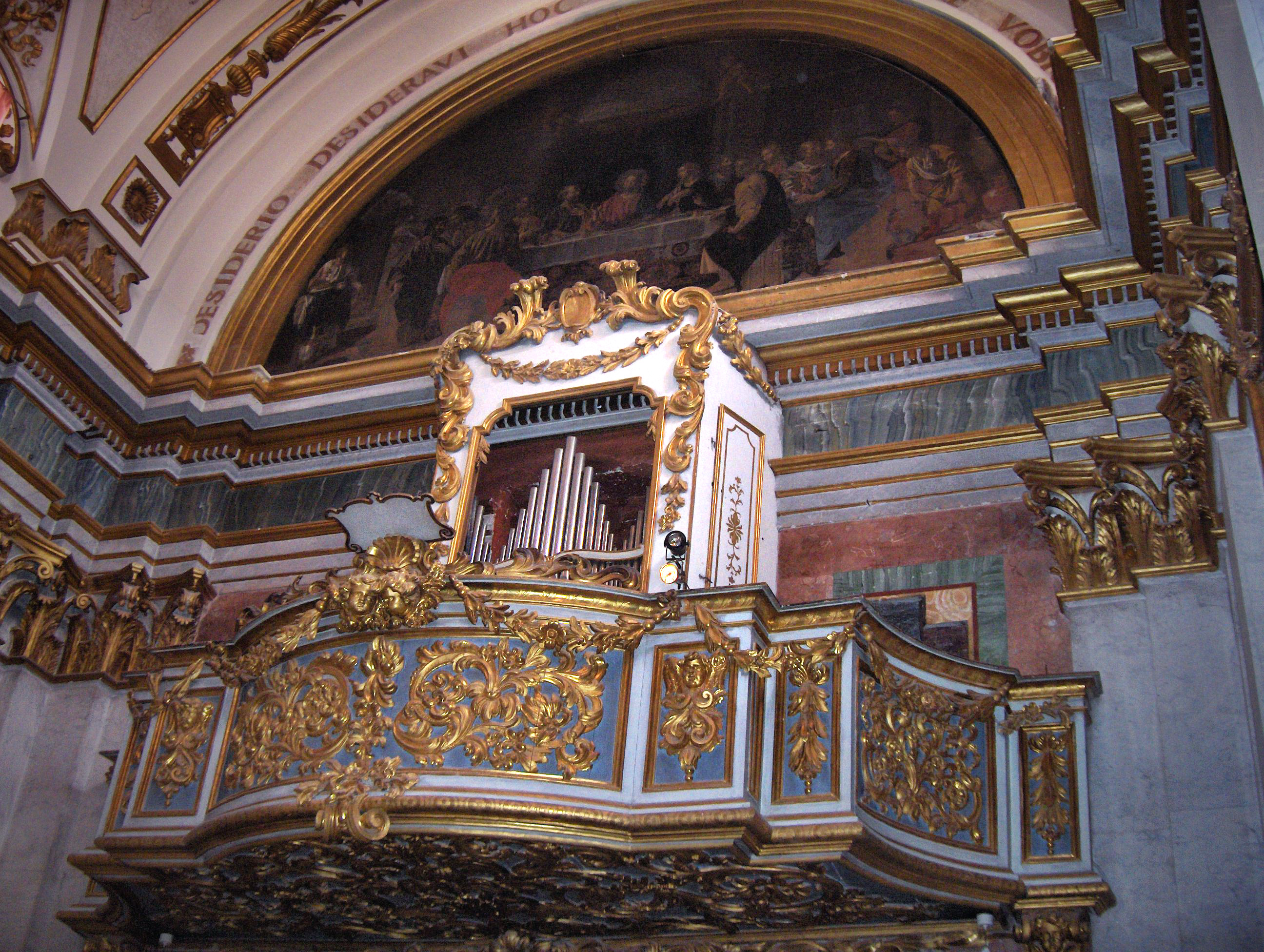
Orgue de la chapelle du Saint-Sacrement.

La cathédrale dispose de trois orgues :
- L'orgue principal est situé au centre de l'abside et a été construit en 1848-1851 par les frères Martinelli d'Umbertide. Conservant ses caractéristiques d'origine, il dispose de 33 jeux d'orgue (dont beaucoup sont cassés) sur deux claviers et pédaliers ; le matériau sonore est enfermé dans un coffret en bois peint en imitation marbre, avec une console de fenêtre située sous les tuyaux de façade[3].
- L'orgue de chœur, provenant de l'église Santa Maria Maggiore pour laquelle il a été construit en 1971, est du facteur d'orgues Chichi ; à transmission mécanique, il dispose de 8 registres sur un seul clavier et pédalier[3].
- Dans la chapelle du Saint-Sacrement, sur le chœur au-dessus de l'entrée, il y a un autre instrument, datant de 1645, probablement l'œuvre de Tommaso Campana ; équipé d'un coffret en bois de style baroque à décor de reliefs et de dorures, il comporte 10 registres sur un seul clavier et pédalier[4].

## Sacristie
La sacristie, accessible par la droite de l'abside, abrite des œuvres d'art : Immaculée et saint Philippe Neri, Saint François bénissant Assise - toile de Cesare Sermei - et d'autres peintures du même artiste, ainsi que des œuvres de Girolamo Marinelli, Giacomo Giorgetti, Martin Knoeller et Baldassarre Orsini. Par une petite porte sur la gauche, il est possible d'accéder dans un oratoire souterrain appelé San Francesco, lieu où le saint se retirait avant de prêcher.

## Crypte
La crypte, divisée en trois nefs, conserve des fragments de fresques du XIe siècle avec les symboles des évangélistes et le sarcophage romain du IIIe siècle qui abritait autrefois le corps de saint Rufin.

## Archives du chapitre
Adjacentes au musée, les archives capitulaires sont riches en manuscrits enluminés et documents datés à partir de 963.

## Source de traduction
- (it) Cet article est partiellement ou en totalité issu de l’article de Wikipédia en italien intitulé « Cattedrale di San Rufino » (voir la liste des auteurs).